# Say No More
Say No More — дев'ятий студійний альбом англійської групи Badfinger, який був випущений 1 січня 1981 року.

## Композиції
1. I Got You - 3:39
2. Come On - 3:24
3. Hold On - 3:24
4. Because I Love You - 2:49
5. Rock 'N' Roll Contract - 5:37
6. Passin' Time - 3:30
7. Three Time Loser - 3:30
8. Too Hung Up On You - 3:21
9. Crocadillo - 4:29
10. No More - 3:21

## Склад
- Тоні Кей: клавішні
- Джої Моленд: гітара, вокал
- Том Еванс: бас, вокал
- Гленн Щерба: гітара
- Річард Брейнс: ударні

## Чарти
| Чарт (1981)       | Найвища позиція |
| ----------------- | --------------- |
| США Billboard 200 | 155             |